# Djurgårdens IF Fotboll
Djurgårdens IF Fotboll este un club de fotbal din Stockholm, Suedia fondat în anul 1899.

## Palmares
- Swedish Champions:

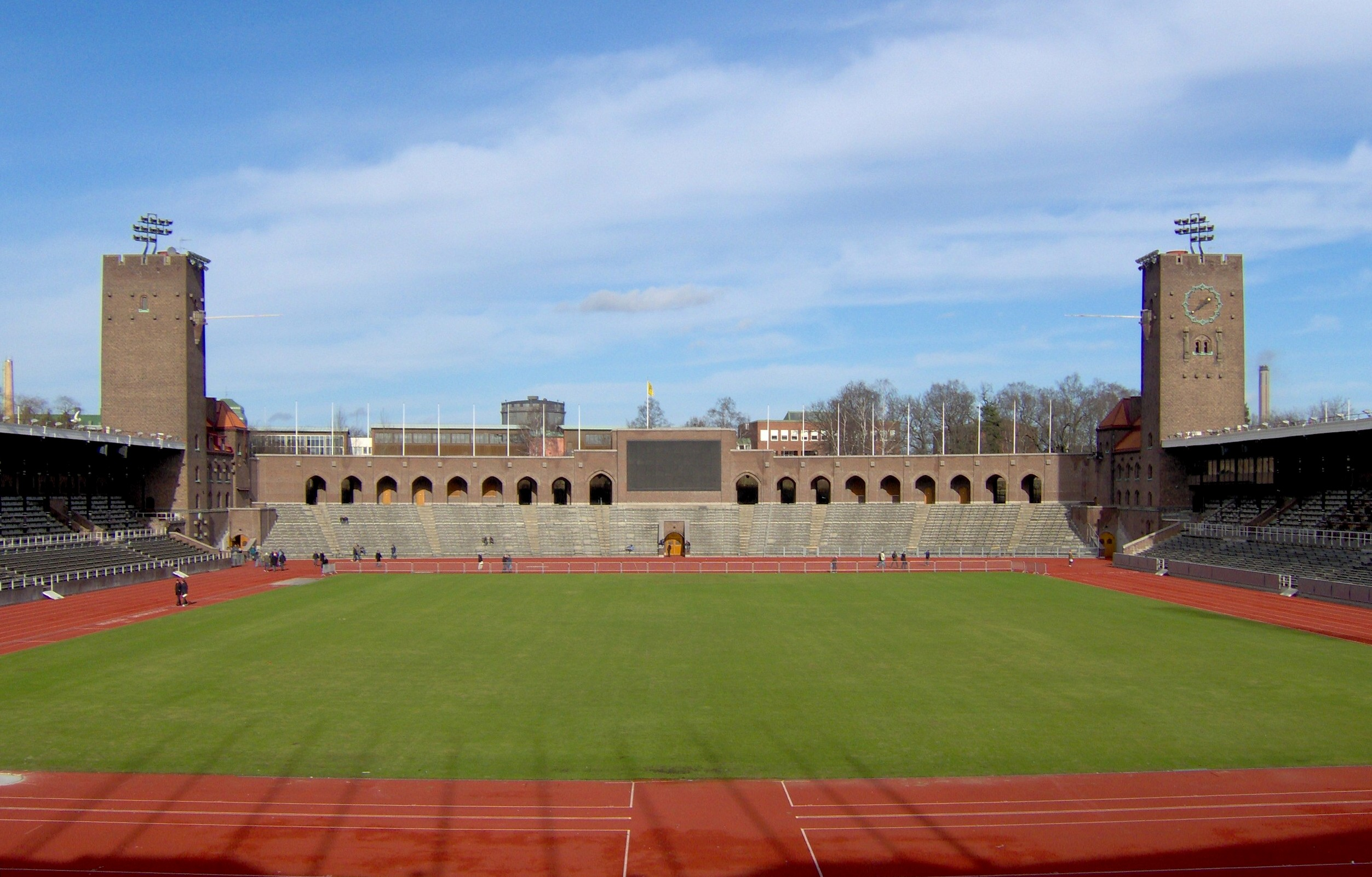
Stockholms Stadion

  - Câștigate (12): 1912, 1915, 1917, 1920, 1954–55, 1959, 1964, 1966, 2002, 2003, 2005, 2019
- Allsvenskan:
  - Câștigate (7): 1954–55, 1959, 1964, 1966, 2002, 2003, 2005
  - Finalistă (3): 1962, 1967, 2001
- Allsvenskan play-off:
  - Finalistă (1): 1988
- Svenska Serien:
  - Finalistă (1): 1911–12
- Svenska Mästerskapet:
  - Câștigate (4): 1912, 1915, 1917, 1920
  - Finalistă (7): 1904, 1906, 1909, 1910, 1913, 1916, 1919
- Cupa Suediei:
  - Câștigate (4): 1989–90, 2002, 2004, 2005
  - Finalistă (3): 1951, 1974–75, 1988–89
- Corinthian Bowl:
  - Câștigate (1): 1910
  - Finalistă (2): 1908, 1911
- Rosenska Pokalen:
  - Finalistă (2): 1902
- Wicanderska Välgörenhetsskölden:
  - Câștigate (4): 1907, 1910, 1913, 1915
  - Finalistă (3): 1908, 1914, 1916